# آسیاب برجی
آسیاب برجی یا شهرک شهید فهمیده یکی از محله‌های شهر کرج در استان البرز است.
محل زندگی شهیدمحمد حسین فهمیده نیز در محله آسیاب برجی بوده است

## وجه تسمیه
نام این منطقه بخاطر آسیاب آبی که آب آن از جویهای فرعی رودخانه کرج درگذشته‌های دور تأمین می شده است انتخاب شده است. این محله جزءمحلهای قدیمی البرز محسوب می‌شود که کشاورزان روستای کرج (مصباح) برای آسیاب گندم های خودشان به اینجا می آمدند.